# Guarah
Guarah foi uma marca registrada de refrigerante de guaraná de baixa caloria, produzido pela Companhia de Bebidas das Américas (AmBev). Tratava-se de uma água mineral saborizada com sabor de guaraná, similar à H2OH.

## História
O refrigerante Guarah foi lançado em maio de 2008, fazendo parte de nova geração de bebidas que segue a tendência de saudabilidade e inova ao apresentar-se como um líquido próximo do incolor, elaborado a partir da fórmula do Guaraná Antarctica. Assim como outros produtos do gênero, Guarah tem uma composição diferente dos refrigerantes regulares, com 99% de água em sua formulação e metade da gaseificação.
Além da fórmula, o produto também herdou o misticismo que existe em relação à origem do Guaraná Antarctica. Seu nome é baseado em lendas dos índios Sateré-Mawé. Para os índios que descobriram o guaraná, Guarah quer dizer “ave das águas”, e essa mesma ave era reconhecida pela leveza nos voos e nos movimentos e ainda por viver em locais de água muito pura, referência importante para os índios, que ali montavam suas aldeias.